# Hornisgrinde
Hornisgrinde er det højeste bjerg i den nordlige del af Schwarzwald i Tyskland med en højde på 1.164 meter over havet. Hornisgrinde ligger i Ortenaukreis. På toppen af Hornisgrinde står et 206 meter højt radio- og fjernsynstårn.
Lyngmoområdet på toppen af Hornisgrinde er et naturreservat og lukket for offentligheden.
Mummelsee er en dyb sø på vestsiden af bjerget i 1036 meters højde. Søen er et populært turiststed for rejsende ad ruten Schwarzwaldhochstraße. I følge et sagn var der havfruer (Nixen) i søen, og «Kongen af Mummelsee» holdt også til her.
- Hornisgrinde
- Mummelsee

- Wikimedia Commons har flere filer relateret til Hornisgrinde